# Gideon Hiram Hollister
Gideon Hiram Hollister (ur. 1817, zm. 1881) – amerykański prawnik, dyplomata, historyk i poeta. W latach 1868–1869 był oficjalnym przedstawicielem Stanów Zjednoczonych na Haiti. Prywatnie był żonaty z Mary Susan Brisbane Hollister (1828–1914). Miał z nią czworo dzieci. Jest znany jako autor książki History of Connecticut, opublikowanej w 1855. W 1866 wydał tomik Thomas à Becket, a Tragedy; and Other Poems. Opublikował też powieść Mount Hope; or, Philip, King of the Wampanoags: an Historical Romance (1851).